# Eragrostis japonica
Eragrostis japonica är en gräsart som först beskrevs av Carl Peter Thunberg, och fick sitt nu gällande namn av Carl Bernhard von Trinius. Eragrostis japonica ingår i släktet kärleksgrässläktet, och familjen gräs. IUCN kategoriserar arten globalt som livskraftig. Inga underarter finns listade i Catalogue of Life.